# Challenger de Ostrava 2022
El torneo Ostrava Challenger 2022 fue un torneo de tenis perteneció al ATP Challenger Tour 2022 en la categoría Challenger 80. Se trató de la 19.ª edición, el torneo tuvo lugar en la ciudad de Ostrava (República Checa), desde el 11 de abril hasta el 17 de mayo de 2022 sobre pista de tierra batida al aire libre.

## Jugadores participantes del cuadro de individuales
| Favorito | País                       | Jugador          | Rank1 | Posición en el torneo |
| -------- | -------------------------- | ---------------- | ----- | --------------------- |
| 1        | Bandera de Francia         | Corentin Moutet  | 112   | Primera ronda         |
| 2        | Bandera de Alemania        | Mats Moraing     | 125   | Primera ronda         |
| 3        | Bandera de China Taipéi    | Chun-hsin Tseng  | 127   | Segunda ronda         |
| 4        | Bandera de Australia       | Aleksandar Vukic | 129   | Primera ronda         |
| 5        | Bandera de República Checa | Zdeněk Kolář     | 137   | Cuartos de final      |
| 6        | Bandera de Austria         | Dennis Novak     | 148   | Segunda ronda, retiro |
| 7        | Bandera de Austria         | Jurij Rodionov   | 162   | Segunda ronda         |
| 8        | Bandera de Kazajistán      | Dmitry Popko     | 171   | Segunda ronda         |

- 1 Se ha tomado en cuenta el ranking del 4 de abril de 2022.

### Otros participantes
Los siguientes jugadores recibieron una invitación (wild card), por lo tanto ingresan directamente al cuadro principal (WC):
- Jonáš Forejtek
- Miloš Karol
- Jakub Menšík

Los siguientes jugadores ingresan al cuadro principal tras disputar el cuadro clasificatorio (Q):
- Evan Furness
- Daniel Michalski
- Emilio Nava
- Pavel Nejedlý
- Mats Rosenkranz
- Lukáš Rosol

## Campeones

### Individual Masculino
- Evan Furness contra  Ryan Peniston, 4–6, 7–6(6), 6–1

### Dobles Masculino
- Alexander Erler /  Lucas Miedler derrotaron en la final a  Hunter Reese /  Sem Verbeek,  7–6(5), 7–5